# Star Trek: Starfleet Command: Orion Pirates
Starfleet Command: Orion Pirates je samostatný doplněk k počítačové hře Star Trek Starfleet Command II: Empires at War, vydaný roku 2001. Přidal dalších 8 samostatně hratelných pirátských kartelů, založených na Orion Pirates, s kterými se neustále bojovalo v dřívějších hrách. Umožnil také hru více hráčů (tzv. multiplayer) přes internet po Dynaverse. Hráči mohou hrát také pomocí služby GameSpy.